# 舞台よりすてきな生活
『舞台よりすてきな生活』（How to Kill Your Neighbor's Dog）は2000年製作のアメリカ映画である。マイケル・カレスニコ監督のコメディ。ロバート・レッドフォード製作総指揮。子供嫌いの劇作家と、向かいに引っ越してきた少女の交流を中心にしたコメディ。

## ストーリー
1980年代にヒット作を飛ばした劇作家のピーターは、ここ10年ばかりヒット作がなくイライラしていた。現在も子役が上手く書けずにスランプ状態。執筆に集中したいのに妻は子供を欲しがってその話ばかりするし、同居している義理の母親は認知症気味、隣人はうるさく吠える犬を飼い始めるし、近所にはピーターの名をかたるストーカーまで出現、なかなか進まない。その新しい脚本のためにリサーチが必要になり、子供嫌いなピーターは仕方なく近所に引っ越してきた足の悪い少女エイミーと仲良くなる。

## キャスト
- ケネス・ブラナー：ピーター（日本語吹き替え：松井範雄）
- ロビン・ライト・ペン：メラニー
- スージー・ホフリヒター：エイミー
- リン・レッドグレイヴ：エドナ
- ジャレッド・ハリス：ピーターのストーカー
- デヴィッド・クラムホルツ：ブライアン
- ジョナサン・シェック：アダム